# Schneideramtshaus (Hannover)

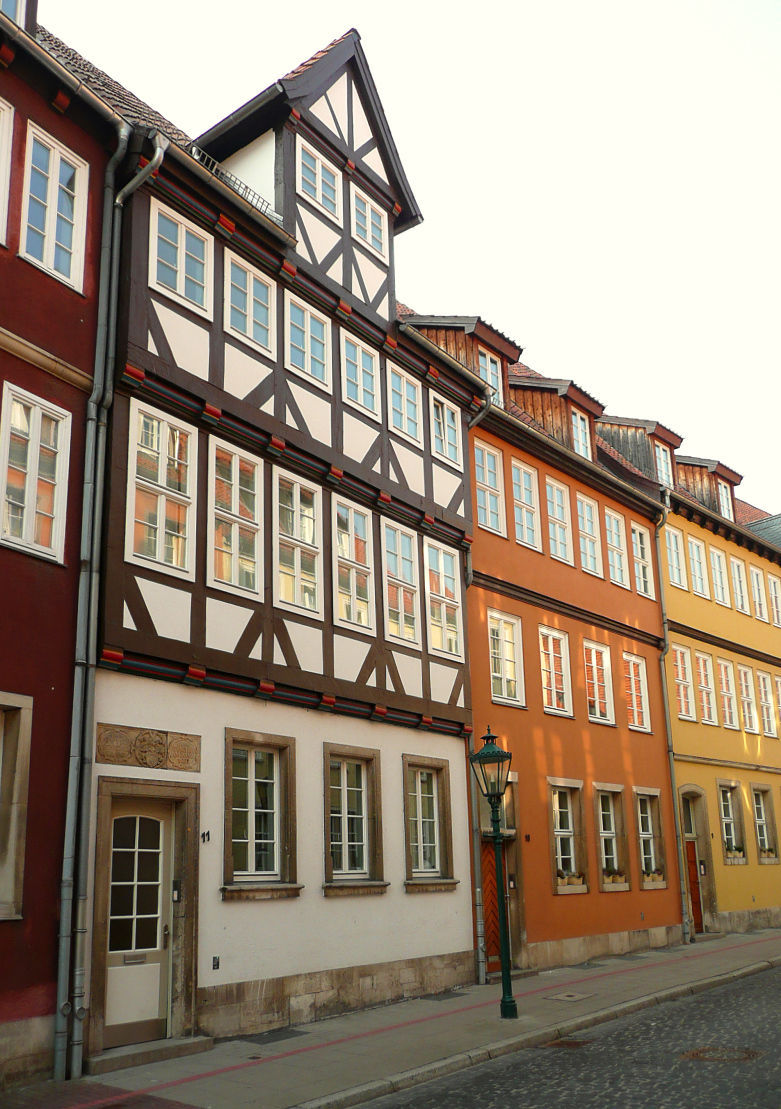
Das Schneideramtshaus; 1939 neu errichtet nahe der ehemaligen Judenstraße

Das ursprünglich im 17. Jahrhundert errichtete Schneideramtshaus in Hannover wurde zur Zeit des Nationalsozialismus ersetzt durch das heutige Gebäude. Standort des denkmalgeschützten Hauses ist die Kreuzstraße 11 im Kreuzkirchenviertel der Altstadt im Stadtteil Mitte.

## Geschichte
Ursprünglich diente der Gilde der hannoverschen Schneidermeister ein Gebäude in der Burgstraße als Versammlungsort, bevor dafür das Haus 1669 an die Kreuzstraße 10 verlegt wurde. Eine der im Haus ehemals vorgefundenen Gerätschaften war ein „Gesellen-Willkommen des Schneideramtes aus dem Jahre 1655“ mit dem Meisterzeichen H.S (für Hinrich Sädeler). Das Gerät wurde später im Vaterländischen Museum aufbewahrt, dem heutigen Historischen Museum Hannover.
1936 wurde das Schneideramtshaus im Zuge der Sanierung der Altstadt demontiert – rund um die ehemalige Judenstraße sollte beispielsweise die Hitlerjugend aufmarschieren – und anschließend durch den Architekten Wilhelm Fricke in der Kreuzstraße 10 (heute: Hausnummer 11) unter Verwendung einiger historischer Teile verändert wieder aufgebaut.

## Baubeschreibung
Das 1939 „wiedererrichtete“ Fachwerkhaus steht heute auf einen massiven Erdgeschoss. Wiederverwendet wurde etwa der Rest einer Wappentafel über dem Türsturz „vermutlich“ von dem Bildhauer Peter Köster. Die linke Inschrift lautet: „DAS AMPT DER SCHNEIDER GILDEHAUS“, während die rechte, ursprünglich „IST GEBAUWET ANNO DOMINI 1669“, ersetzt wurde durch „WIEDERERRICHTET IM JAHRE 1939“.